# SN 1999cq
SN 1999cq – supernowa typu Ib/c odkryta 25 czerwca 1999 roku w galaktyce UGC 11268. W momencie odkrycia miała maksymalną jasność 15,80m.